# خواب ریتم آزاد
خواب ریتمِ آزاد یا خواب بی‌چرخه (Free-running sleep) یک الگوی خواب است که نه با چرخه ۲۴ ساعته شبانه‌روز در طبیعت و نه با هیچ چرخه مصنوعی تنظیم (همگام‌سازی) نشده‌است.
این اختلال گونه‌ای از اختلال خواب خواب و بیداری غیر ۲۴ ساعته می‌باشد، همچنین ممکن است به صورت مصنوعی به عنوان بخشی از یک آزمایش برای مطالعه ریتم‌های شبانه‌روزی و سایر ریتم‌های طبیعی در زیست‌شناسی ایجاد گردیده باشد. افراد مورد مطالعه اغلب با یک پروتکل روشنایی پایدار از همه نشانه‌های زمانی محافظت می‌شوند. همچنین، ممکن است مقدار محدودی غذا در فواصل زمانی کوتاه در دسترس باشد تا از اضافه کردن زمان صرف غذا جلوگیری شود؛ بنابراین سوژه‌ها مجبور می‌شوند با «ساعت شبانه‌روزی» درونی خود زندگی کنند.

## در انسان
خواب و بیداری غیر ۲۴ ساعته که به آن اختلال ریتم آزاد (FRD) یا غیر ۲۴ ساعته (Non-24) نیز گفته می‌شود، یکی از اختلالات ریتم شبانه‌روزی خواب در انسان است. بیش از نیمی از افراد کاملاً نابینا و تعداد کمتری از افراد بینا را نیز تحت تأثیر قرار می‌دهد.
در بین افراد نابینا، علت بروز اختلال ناتوانی در ثبت و در نتیجه جذب نشانه‌های روشنایی است. بسیاری از افراد نابینایی که به چرخه ۲۴ ساعته روشنایی/تاریکی وارد می‌شوند، چشم‌هایی با شبکیه‌های فعال از جمله سلول‌های حساس به نور غیربصری، ipRGCs دارند. این سلول‌های گانگلیونی که حاوی ملانوپسین هستند، سیگنال‌های خود را از طریق مجرای رتینوهیپوتالاموس (که از عصب بینایی منشعب می‌شوند) به «ساعت شبانه‌روزی» می‌رسانند و شبکیه را به غده صنوبری متصل می‌کنند.
در بین افراد بینا، Non-24 معمولاً برای اولین بار در نوجوانی یا اوایل دهه بیست ظاهر می‌شود. مانند اختلال فاز خواب تأخیری (DSPS یا DSPD)، در غیاب آسیب عصبی ناشی از تروما یا سکته، چنین کیس‌هایی تقریباً هرگز پس از ۳۰ سالگی ظاهر نمی‌گردد. اختلال غیر ۲۴ ساعته در مردان بینا بیشتر از زنان بینا تأثیر می‌گذارد. یک چهارم افراد بینای غیر ۲۴ ساعته نیز یک بیماری روانپزشکی مرتبط دارند و یک چهارم آنها قبلاً علائم اختلال تأخیر در فاز خواب را نشان داده‌اند.